# Schieferschloss

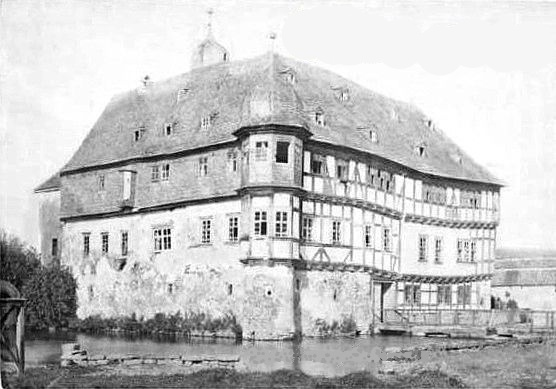
Schieferschloss Sonnenborn 1920

Das Schieferschloss befand sich in Sonneborn im Landkreis Gotha in Thüringen.

## Lage
Das Schieferschloss stand in der Nesseniederung und war eine Niederungsburg im Ackerbaugebiet östlich von Gotha.

## Geschichte
Die Sonneborner Burg wurde ab 1100 ständig umgebaut, sodass sich im Laufe der Zeit das Schieferschloss entwickelte. Übrig blieb ein schönes, schiefergedecktes Wasserschloss mit vier Flügeln und einem Rundturm. Besitzer war die Familie von Wangenheim. Das Adelsgeschlecht bildete unter Georg Friedrich von Wangenheim (* 1683; † 1759) als Stifter jeweils einen Familienfideikommiss für das Schieferschloss in Sonneborn und für das Schieferschloss in Wangenheim. Der Ururenkel des Stifters, Freiherr Hans von Wangenheim wurde Fideikommissherr des Schieferschlossgutes Sonnenborn. Er war zudem kaiserlich deutscher a. o. u. bevollmächtigter Botschafter in Konstantinopel sowie kgl. preuß. Rittmeister d. R. des Ulanen-Regiments Nr. 6. Von seiner Frau Lucy Ahlenfeldt, sie wurde eine bekannte Autorin, ließ er sich scheiden. Etwas später unterteilte die Familie aber den Besitz in Sonnenborn, erblich und sogar baulich mit unterschiedlicher Wohnnutzung im Herrensitz.
Sonneborn wurde im 19. Jahrhundert von der Familie des Julius Freiherr von Wangenheim (* 1802; † 1864), hzgl. sach.-coburg-und goth. Kammerherr, und seiner Frau Mathilde von Benning (* 1818; † 1906) bewohnt, Ihnen folgte dann von der jüngeren Sohn Alfred Freiherr von Wangenheim (* 1843; † 1925), verheiratet mit Karoline Rohmann (* 1845; † 1914), die aus Sonneborn stammte. Alle ihr drei Töchter wurden in den 1870er Jahren hier geboren. Die älteren Töchter Paula und Mathilde blieben als unverheiratete Stiftsdamen in Sonneborn.
An bekannten Persönlichkeiten lebte des Weiteren im Schiefferschloss zeitweise u. a. der Politiker Walrab von Wangenheim, er vertrat eigentlich den Wahlkreis Hannover 9 im Reichstag. Seine zweite Ehefrau Frieda, geb. von Wangenheim (* 1863; † 1949), lebte bis zuletzt in Sonneborn.
Die Familie von Wangenheim wurden nach 1945 enteignet, verhaftet und inhaftiert. Das Schieferschloss wurde auf der Grundlage des Befehls Nr. 209 der Sowjetischen Militäradministration in Deutschland abgebrochen. Erhalten blieben Grundmauerreste des Eckturms und der Wassergraben.